# Indische Küche

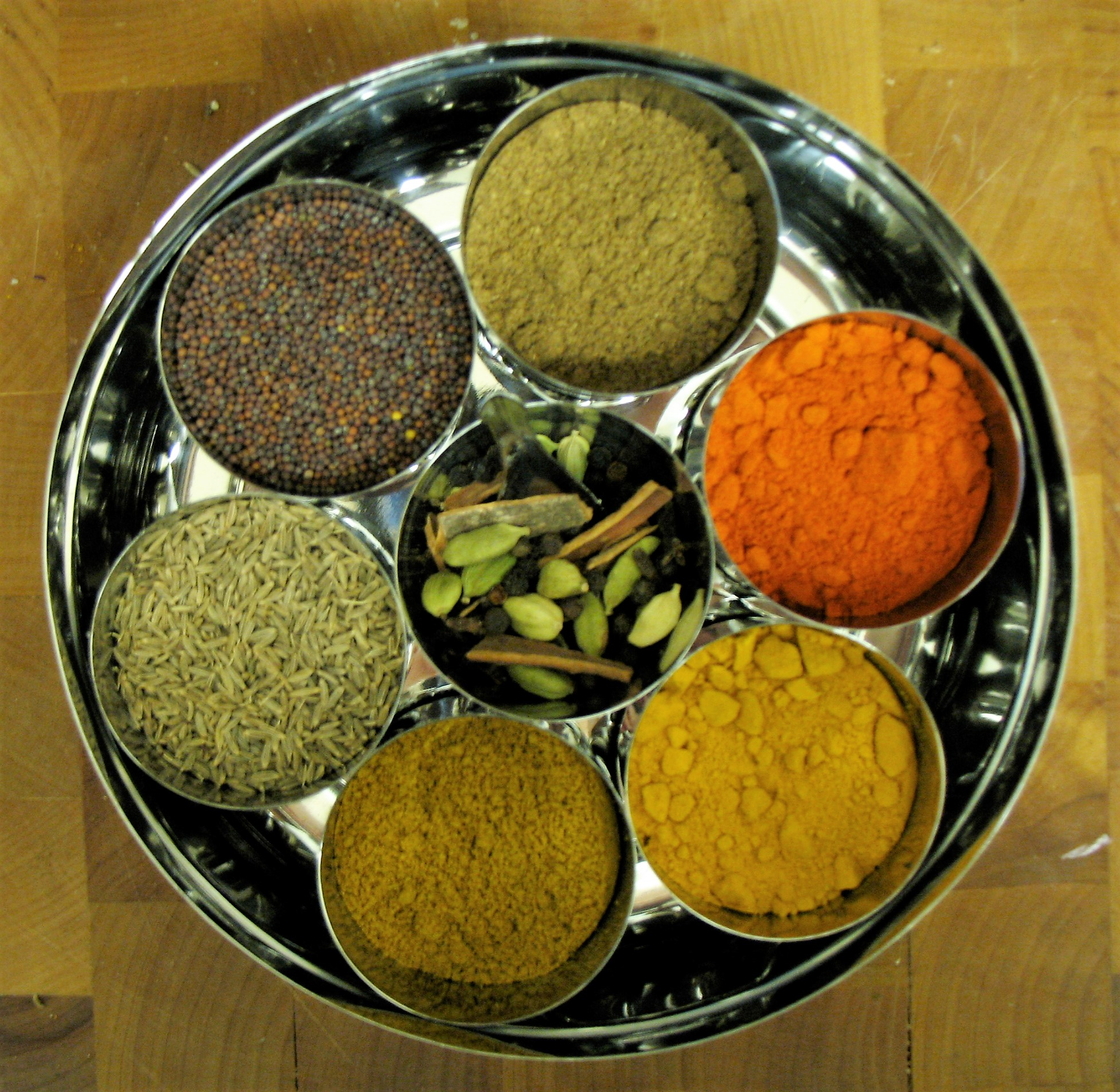
Auswahl typischer indischer Gewürze. Von oben im Uhrzeigersinn: Currypulver, Chilipulver, Kurkuma, Garam Masala, Kreuzkümmelsamen, Schwarzer-Senf-Samen. Mitte: Gewürznelken, Schwarze Pfefferkörner, Grüner Kardamom und Zimtkassie.

Die indische Küche umfasst viele unterschiedliche regionale Gerichte und Kochstile, die vom Himalaya bis zur Südspitze Indiens reichen. Charakteristisch für die Küche des gesamten Subkontinents sind Currys und die Verwendung zahlreicher Gewürze.
Die Vielfältigkeit der indischen Küche spiegelt nicht nur die enorme Größe des Landes, sondern auch dessen Religions- und Kulturgeschichte wider. So findet man in der indischen Küche viele Elemente der orientalischen Küche wie zum Beispiel Pilaw, aber auch westliche Einflüsse der ehemaligen Kolonialmächte wie Tomaten, Kartoffeln und Chili.

## Charakteristische Elemente

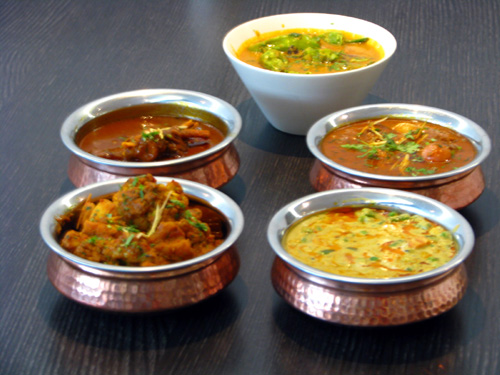
Verschiedene indische Currys

Pflanzliche Kost spielt in der indischen Küche eine bedeutende Rolle. Viele Hindus ernähren sich überwiegend oder ausschließlich vegetarisch; der Verzicht auf Fleisch ist allerdings kein Dogma. Tabu ist jedoch der Verzehr von Rindfleisch, da im Hinduismus der Kuh eine besondere Bedeutung zukommt. In den muslimischen Bevölkerungsteilen betrifft dieses Tabu den Verzehr von Schweinefleisch. Angehörige der untersten Schicht der Kastenordnung sind von diesen religiös begründeten Restriktionen weniger betroffen, doch leben viele in Armut und essen das, was sie sich leisten können – ein Faktor, der den geringen Fleischkonsum zusätzlich begünstigt. Streng vegetarisch leben in Indien etwa 20 Prozent der Bevölkerung; ungefähr 30 Prozent gelten als regelmäßige Fleischesser.
Für einen großen Teil der Inder stellt Fleisch jedoch generell eine untergeordnete Rolle auf dem täglichen Speiseplan dar, häufig nur als kleine Beilage. Als Eiweißlieferanten dienen in der indischen Küche hauptsächlich Milchprodukte und Hülsenfrüchte wie etwa geschälte rote Linsen, Strauch- oder auch Kichererbsen. Außer bei ausschließlich vegetarischer Ernährung ist Hühnerfleisch über alle Kasten- und Religionsgrenzen hinweg beliebt.
Charakteristisch für die Küche des gesamten Subkontinents sind Currys, die sich durch einen komplexen Einsatz verschiedener Gewürze wie Echter Koriander, Kurkuma, grüner Kardamom (seltener auch schwarzer Kardamom), Kreuzkümmel, Bockshornklee etc. auszeichnen. Insgesamt dominieren unter den indischen Komponenten der Masala-Gewürze vor allem Zutaten aus Ingwergewächsen und Doldenblütlern. Zu den Grundnahrungsmitteln gehören Reis, Weizen und Hülsenfrüchte. Allerdings weist die Küche von Nord nach Süd und von West nach Ost teilweise große Unterschiede sowie große und kleine Teilküchen auf.
Dennoch lassen sich einige grobe Tendenzen erkennen: Im Norden wird sehr viel Weizen angebaut, der dort meist zu Atta verarbeitet und in Form von Fladenbrot verzehrt auch das wichtigste Grundnahrungsmittel darstellt. Beispiele für die zahlreichen Brotsorten sind Chapati, Naan oder frittierte Puri. Dagegen wird im Süden und Osten des Landes häufig Reis als Grundnahrungsmittel bevorzugt. Besonders bekannt ist die langkörnige Sorte Basmati; für die alltägliche Ernährung wird in Indien jedoch eher auf mittelkörnige Sorten wie Sona Masuri zurückgegriffen. In manchen südindischen Bundesstaaten zählt auch Fingerhirse zu den Grundnahrungsmitteln, die beispielsweise in Form von Ragi Ball serviert wird.

## Küchenpraxis

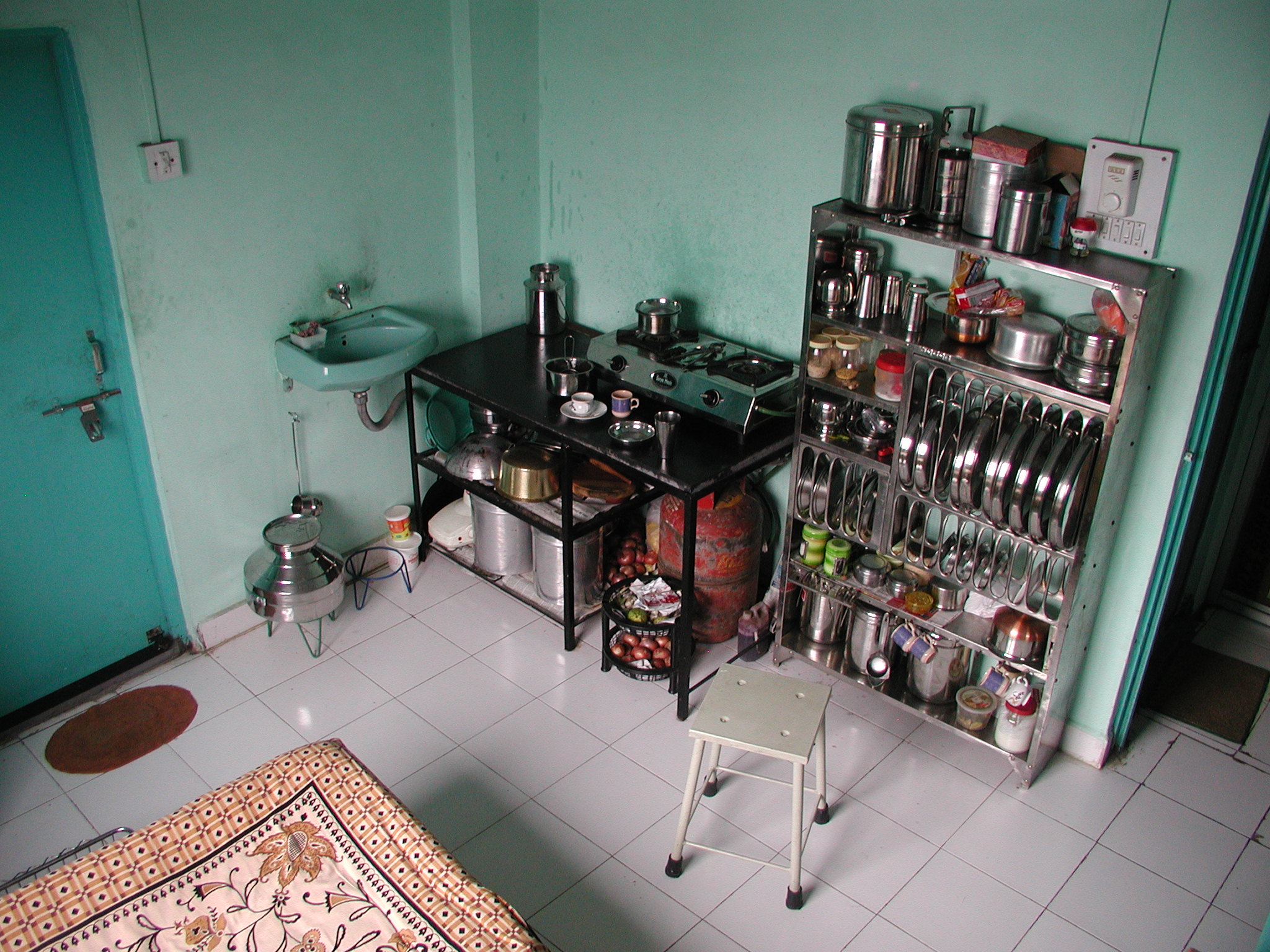
Küche in indischem Haushalt

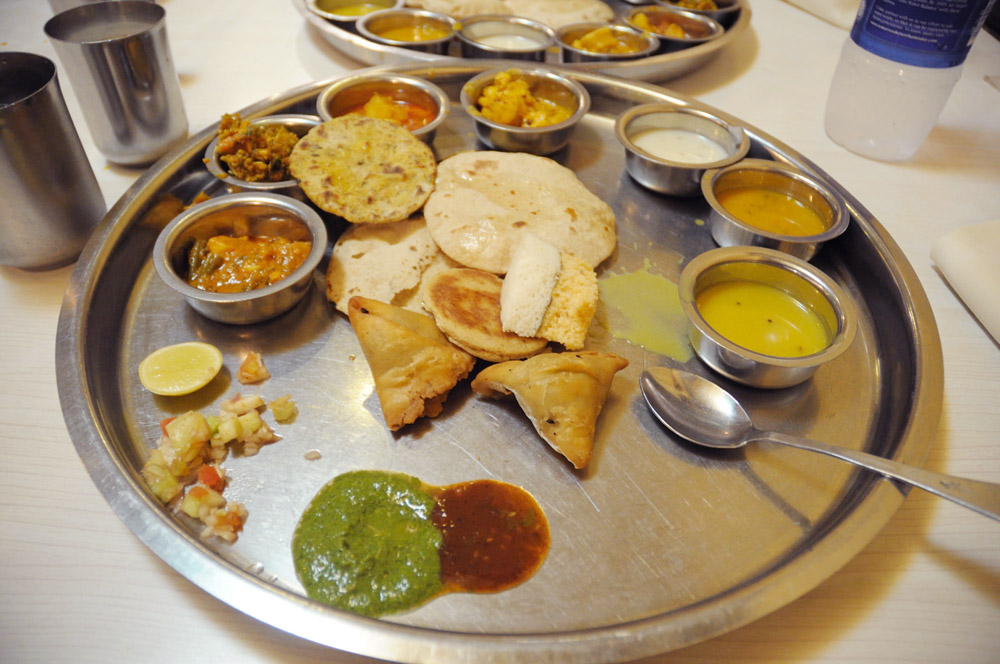
Thali

Zu den charakteristischen Küchengeräten der indischen Küche zählen unter anderem:
- Degchi, eine große Kasserolle aus Kupfer oder Aluminium
- Tandur, ein gemauerter und mit Holz beheizter Ofen zur Bereitung von Brot und Tanduri-Gerichten
- Karahi oder auch Kadai oder Karai genannt, eine kleine wokähnliche Pfanne mit zwei Griffen. Die darin zubereiteten Gerichte werden als Balti bezeichnet und in der Pfanne serviert.
- Mörser oder elektrische Gewürzmühle

Verbreitet sind mobile Gaskocher, aber auch moderne Restaurants bereiten Gerichte teilweise noch im Freien auf offenem Holzfeuer zu, um die gewünschten Raucharomen zu erhalten. Die Verwendung von offenem Feuer ist eine häufige Ursache für Brände und Brandunfälle. Der Feuerholzbedarf ist ein ökologisches Problem in Indien. Küchenfeuer sind außerdem ein Faktor für die Luftverschmutzung in großen Städten.
Serviert wird traditionell auf dem Thali, einem großen Metalltablett, auf dem sich kleinere Metallschüsseln befinden. Der Reis oder das Fladenbrot kommen direkt auf das Tablett, die einzelnen Gerichte wie etwa Currys in die Schüsseln. In vielen traditionellen Haushalten lässt man sich die zuhause gekochte Hauptmahlzeit zum Arbeitsplatz liefern. Im Tiffin-Geschirr, der indischen Version des Henkelmanns, wird sie von den Dabbawalas ausgeliefert. Neben hygienischen und gesundheitlichen Bedenken spielt dafür manchmal auch der Umstand eine Rolle, dass vor allem einige Brahmanen-Familien bevorzugt Gerichte verzehren, die von Angehörigen der eigenen Kaste zubereitet wurde. In Südindien werden die Gerichte statt auf einem Thali oft auch auf einem Bananenblatt serviert.

## Regionenküche

### Nordindien
Die nordindische Küche, insbesondere die der Moguln, ist die in der westlichen Welt bekannteste indische Küche. Charakteristische Merkmale sind ein starker Gebrauch von Milchprodukten, wie Joghurt oder Ghee, und ein verhältnismäßig hoher Anteil an Fleischgerichten, meist Ziegen- oder Lammfleisch. Dem orientalischen Einfluss geschuldet ist die Verwendung von Nüssen sowie Gewürzen wie Kreuzkümmel und Safran. Typisch sind Gerichte aus dem Tandur, einem Lehmofen, in dem nicht nur Naan und Chapati, sondern unter anderem auch das bekannte Tanduri-Hähnchen zubereitet werden. Eine weitere Spezialität sind die auch in Pakistan verbreiteten Samosas, variantenreich und aromatisch gefüllte Teigtaschen. Die meisten Gerichte sind eher zurückhaltend scharf und haben eine soßige Konsistenz, die von langen Garzeiten herrührt.

### Ostindien
Die ostindische Küche ist bekannt für ihre Desserts und Süßigkeiten. Vor allem die Bengalische Küche hat viele Gerichte hervorgebracht, die inzwischen auch auf dem ganzen Subkontinent verbreitet sind, wie der bekannte Khir, ein aromatisch gewürzter Reispudding, oder Sandesh, eine konfektähnliche Spezialität. Typische Gewürze sind Senföl, Fenchelsamen, Schwarzkümmel und Kreuzkümmel, die ganz (das heißt ungemahlen) mit zurückhaltender Schärfe eingesetzt werden (siehe Panch Phoron). Ähnlich wie in der nordindischen Küche werden auch viele Nüsse verarbeitet, insbesondere für Süßigkeiten.
Reis gehört in der ostindischen Küche zu den wichtigsten Grundnahrungsmitteln, darüber hinaus findet man viel Gemüse und – sonst in Indien eher unüblich – Süßwasserfisch.

### Südindien
Auch in Südindien gehört Reis zu den wichtigsten Grundnahrungsmitteln. Er wird nicht nur als ganzes Korn, sondern auch in Form von Mehl unter anderem für die Zubereitung von Idli oder Dosa verwendet. Dem tropischen Klima ist der Einsatz einer Vielzahl verschiedener Gemüse und Früchte geschuldet, aber auch Fisch und Meeresfrüchte werden verwendet. Ebenfalls charakteristisch ist die Verwendung von Kokosnuss, geraspelt in Chutneys oder in Form von Kokosmilch oder Kokosöl. Zu den verbreitetsten Gerichten gehören das zu Reis servierte Linsengericht Sambar und Biryani, ein Reisgericht mit Gemüse und manchmal Fleisch.
Die südindische Küche ist charakteristisch scharf, infolge reichlicher Verwendung von grünen und roten Chilis sowie dem aus dem südwestindischen Kerala stammenden Pfeffer, Knoblauch und Ingwer. Daneben werden viele Speisen auch mit Curryblättern und Tamarinde gewürzt, wie beispielsweise das pikante Rasam.

### Westindien
Westindien ist geprägt von den recht unterschiedlichen Küchen Goas, Maharashtras und Gujarats, die sich auch geografisch stark unterscheiden. Das an der Küste liegende Goa verwendet viel Fisch und Meeresfrüchte, die hier auch auf dem Speiseplan der Hindus stehen. Durch den historisch bedingten hohen Anteil an Katholiken ist in Goa auch der Verzehr von Schweinefleisch üblich, wie unter anderem in der bekannten Spezialität Vindalho.
Die Küche Maharashtras ist geprägt von seiner sehr fruchtbaren Landschaft, die eine Vielzahl von Früchten und Gemüse bietet. Darüber hinaus ist Hirse, vor allem Sorghumhirse, weit verbreitet. Die Region Gujarat hat den höchsten Anteil an Vegetariern auf dem Subkontinent, was dazu führt, dass aus dieser Küche auch die variantenreichsten vegetarischen Gerichte stammen. Ebenfalls einen großen Einfluss haben die extremen Klimabedingungen in der Region, die von trocken-heißem Wüstenklima bis zum nass-warmen Klima zur Monsunzeit reichen. Die Küche ist meist kräftig gewürzt. Typisch sind variantenreiche Gerichte aus Hülsenfrüchten, wie beispielsweise Dals.

## Verbreitete Zubereitungen
In Großbritannien ist die indische Küche seit der Kolonialzeit bekannt; von hier aus verbreitete sie sich nach dem Zweiten Weltkrieg in Kontinentaleuropa. In Deutschland eröffneten in den 1960er Jahren zunächst in einigen Großstädten indische Restaurants; in den 1980er Jahren folgten auch kleinere Städte. Einen beträchtlichen Einfluss auf die Verbreitung der indischen Küche hatte die Entwicklung Indiens zu einem Urlaubsland, auch indische Immigranten machten die Speisen populär. Die Auswahl und besonders die Schärfe der Speisen wurde in den Restaurants den deutschen Essgewohnheiten angepasst.
Die international bekanntesten indischen Gerichte wurden unter der Sammelbezeichnung Curry populär. Mit dem Wort Curry werden diverse Speisen bezeichnet, es ist außerhalb Indiens aber auch der etablierte Begriff für eine fertige Gewürzmischung, das Currypulver. Dessen Name wurde von der in Indien gängigen gleichnamigen Zubereitungsart abgeleitet, die am ehesten einem Ragout entspricht. Hingegen werden dort die diversen Gewürzmischungen als Masala (zum Beispiel Garam Masala) bezeichnet. Zudem gibt es den Currybaum, dessen aromatische Blätter in der indischen Küche Verwendung finden.

### Gemüse und Hülsenfrüchte

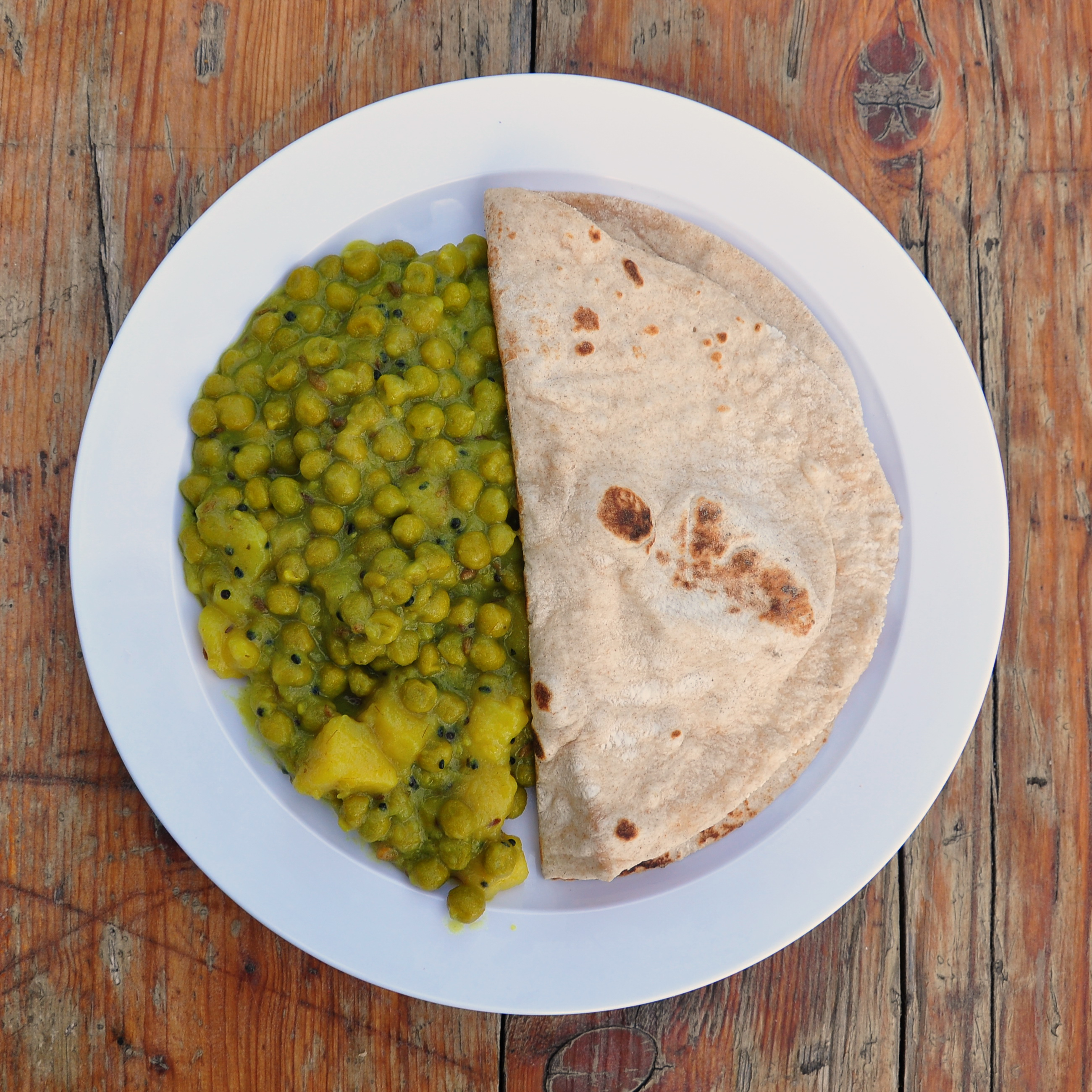
Chapati mit Linsen- und Karotten-Curry

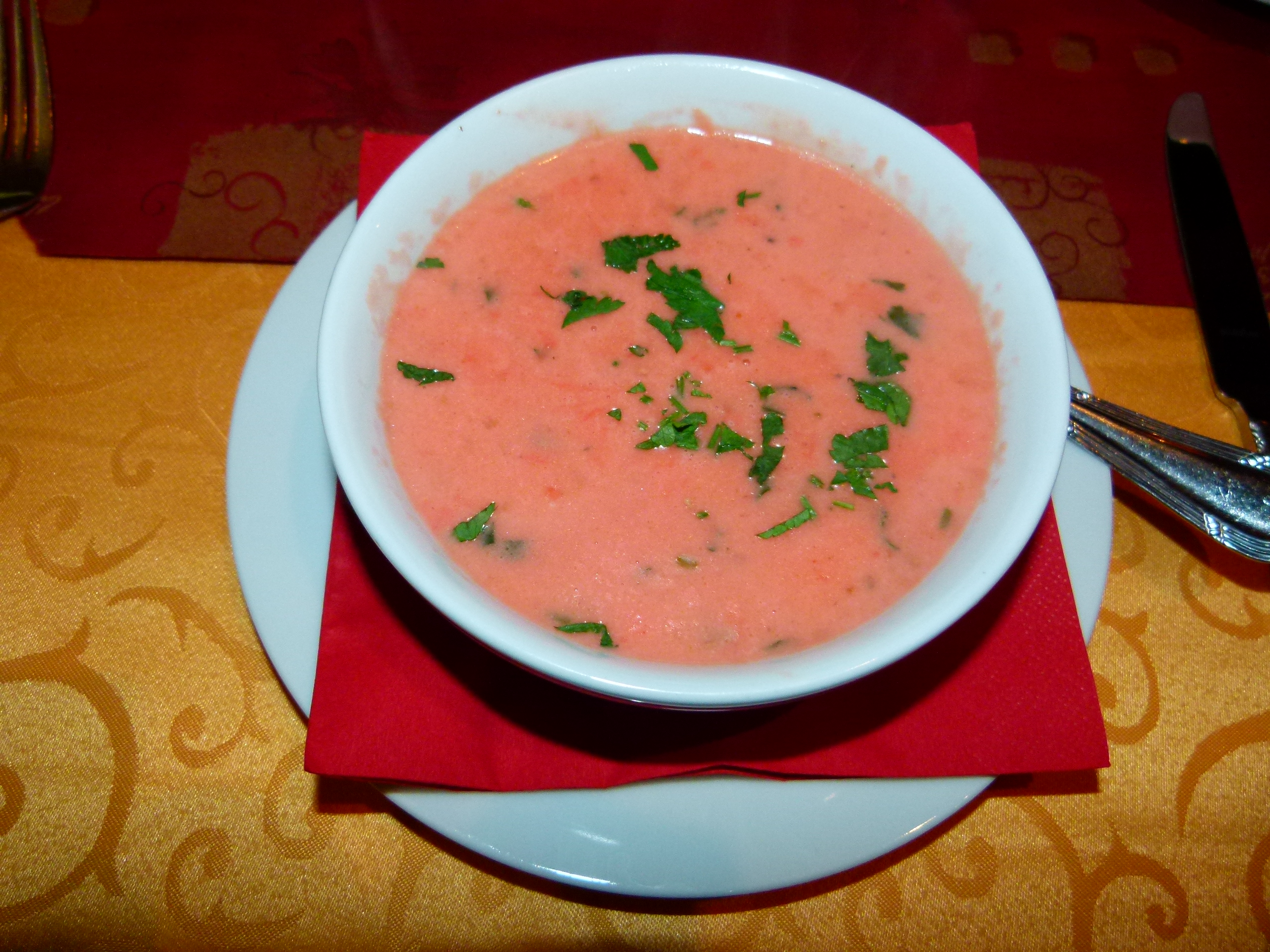
Rote Linsensuppe Dal nordindischer Art

- Dal (verschiedene Hülsenfrüchte), als Hauptgericht oder als Nebengericht bei vielen anderen Gerichten
- Sambar (Hülsenfrüchte, Gemüse und Tamarinde)
- Alu gobhi (Kartoffeln und Blumenkohl)
- Palak Panir (Spinat und Panir)
- Malai Kofta (frittierte Gemüsebällchen in Sahnesoße)
- Erdnüsse und Cashew-Kerne als Zutat in vielen Gerichten, Süßspeisen und Snacks

### Fleisch, Fisch und Ei
- Kebab[6]

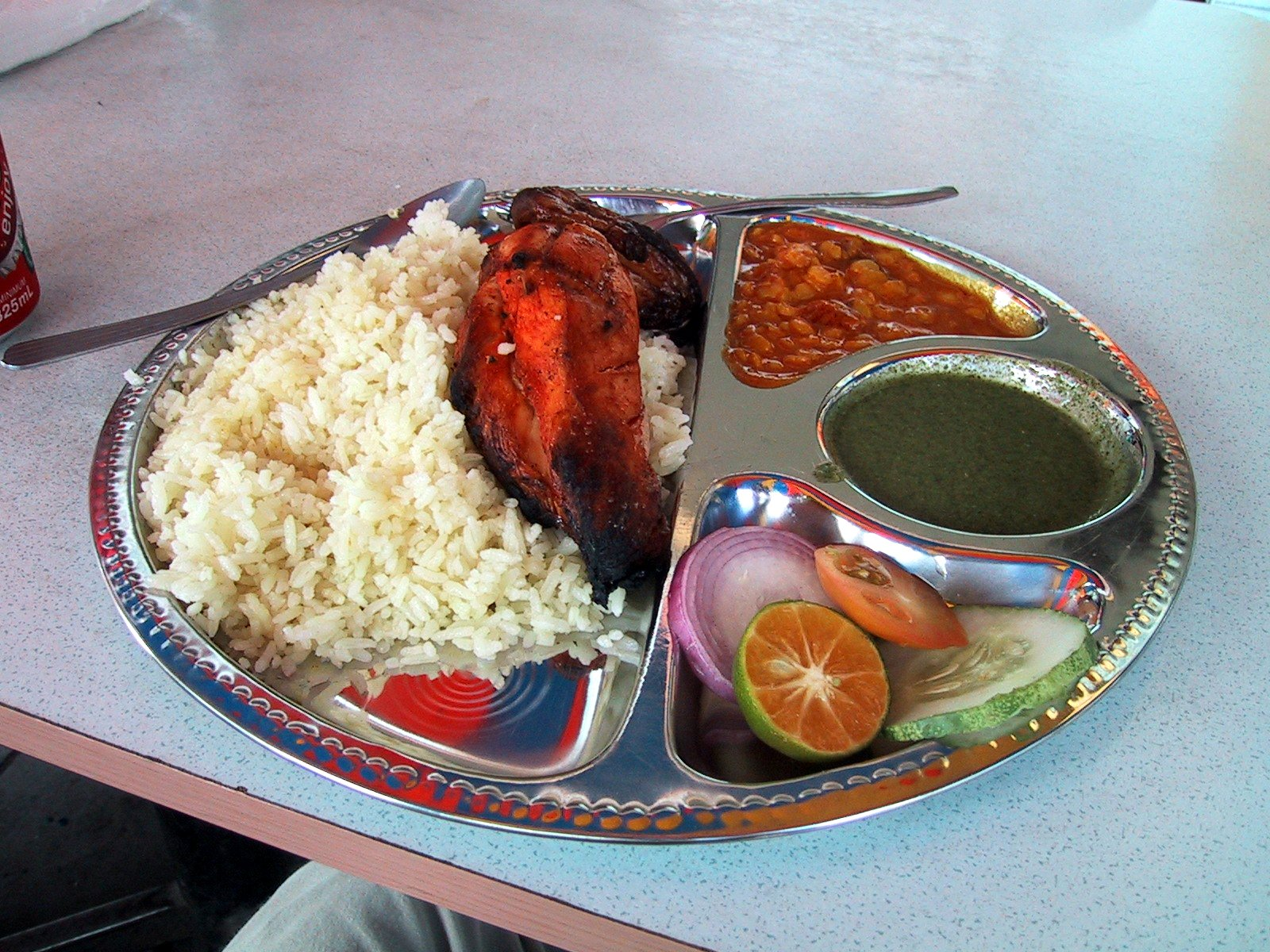
Tanduri-Hühnchen mit Reis

- Murg Tanduri bzw. Tandoori Chicken (Hähnchengericht aus dem Tandur)
- Fisch-Curry
- Vindalho

### Milch
- Ghee (geklärte Butter)

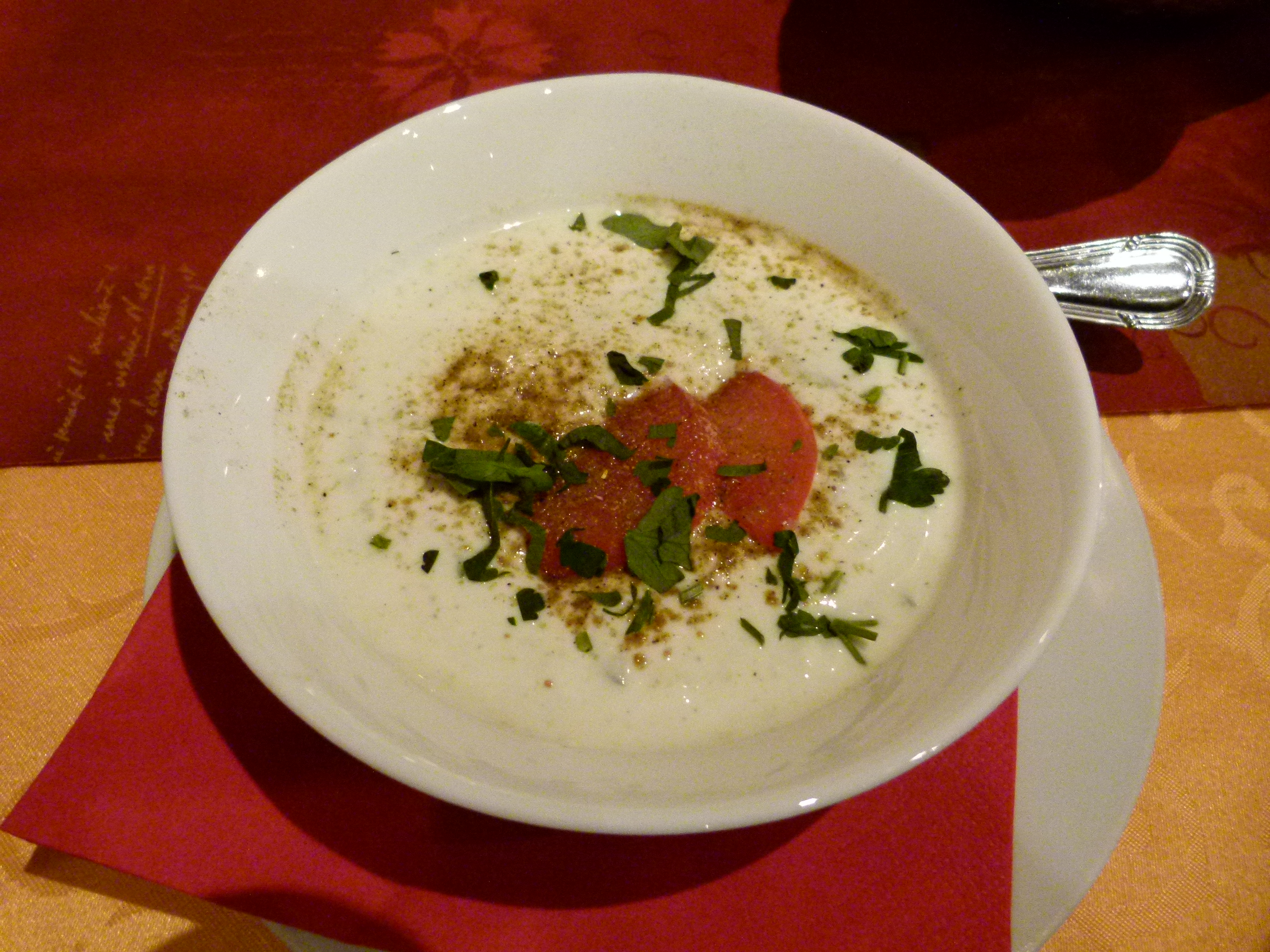
Indischer Joghurt Dahi

- Panir (ein schnittfester  Frischkäse)
- Dahi (indischer Joghurt)
- Khoa oder Khoya (eingekochte Milch mit cremiger Konsistenz)
- Malai (ein sahneähnliches Milchprodukt)
- Raita (kalte Soße auf Joghurtbasis)
- Lassi (Getränke auf Joghurtbasis)

### Reis
- Biryani (Reisgericht)
- Pilaw (Reisgericht)
- Idli (gedämpfte Küchlein aus Reis und Bohnen)
- Dosa (Pfannkuchen aus Reis und Bohnen)
- Paniyaram (Bällchen aus Reis und Bohnen)
- Appam (Pfannkuchen aus Reis)
- Idiappam (gedämpfte Nudeln aus Reis)
- Puttu (gedämpfter Reisgrieß)

### Getreide (Brot)
- Chapati oder Roti (gebratenes oder gebackenes Fladenbrot)
- Naan (gebackenes Fladenbrot aus Hefeteig)
- Puri (frittiertes Fladenbrot)
- Bhatura (frittiertes Fladenbrot)
- Paratha (geschichtetes und gebratenes Fladenbrot)
- Ragi Ball (kugelförmig, aus Fingerhirsemehl)

### Gewürzbeilagen
- Chutney (Sauce)
- Pickle (eingelegtes Gemüse)
- Papadam (Fladenbrot aus Urdbohnenmehl)
- Pan (In einem Blatt eingerollte Betelnuss – ähnlich Kautabak; nach dem Essen eingenommen)

### Snacks
Die in Indien typischerweise am Straßenrand verkauften Snacks werden unter dem Überbegriff Chat zusammengefasst:
- Samosa (frittierte gefüllte Teigtaschen)
- Pakora (in einem Teig aus Kichererbsenmehl frittierte Gemüsestücke)
- Masala-Omelett (ein pikantes Omelett)
- Namkin (eine Mischung frittierter und gewürzter Snacks)
- Dalmoth (Snacks, Nüsse und Trockenfrüchte)

### Süßspeisen
Zum Nachtisch wird in Indien häufig Obst gegessen. Allerdings existieren auch eine Reihe von Süßspeisen, deren Grundlage oft Khoa sowie Nalen Gur (Zuckersirup) ist, oder sie werden mit Gulkand aromatisiert.
- Halva (variantionsreiche Süßspeise – z. B. Gajar Halva, Möhrenmus)
- Khir (Milchreispudding)
- Kulfi (Eiscreme)
- Modaka (Teigtasche)
- Gulab Jamun (Fettgebäck aus Khoa in Sirup)
- Rasagolla und Ras Malai (Konfekt aus Khoa in Sirup)
- Laddu (Konfekt aus Kichererbsenmehl und Butter)
- Firni (Reisdessert mit Rosenwasser und Mandeln)
- Barfi Badam (Konfekt)
- Bengali Sweets (gemischtes Konfekt auf Milchbasis – z. B. Sandesh)
- Petha (nordindisches Konfekt aus Wachskürbis)

### Getränke
- Fruchtsäfte
- Chai (gesüßter Milchtee)
- Masala chai (Chai mit Gewürzen)
- Coffee oder Kapi (gesüßter Milchkaffee)
- Lassi (Joghurtgetränk)
- Toddy, Fenny (vergorenes Getränk aus Palmsaft)
- Arrak (Destillat aus Reis oder Palmsaft)